# Ceuthomantis
Ceuthomantis (Heinicke, Duellman, Trueb, Means, MacCulloch & Hedges, 2009) è un genere di anfibi anuri della famiglia Craugastoridae, diffuso nel Massiccio della Guiana. È l'unico genere appartenente alla famiglia Ceuthomantidae.

## Tassonomia
Un recente articolo  ha rivisto la sistematica della famiglia e di altre famiglie vicine (Brachycephalidae, Craugastoridae, Eleutherodactylidae e Strabomantidae), ripristinandola come famiglia a sé stante che contiene il solo genere nominale. Comprende le seguenti specie
- Ceuthomantis aracamuni Barrio-Amorós and Molina, 2006
- Ceuthomantis cavernibardus Myers and Donnelly, 1997
- Ceuthomantis duellmani Barrio-Amorós, 2010
- Ceuthomantis smaragdinus Heinicke, Duellman, Trueb, Means, MacCulloch, and Hedges, 2009